# تشارلز هابارد طومسون
تشارلز هابارد طومسون (بالإنجليزية: Charles Hubbard Thompson)‏ هو عازف بيانو وملحن أمريكي، ولد في 9 يونيو 1891 في سانت لويس في الولايات المتحدة، وتوفي في 13 يونيو 1964.